# اچ‌ام‌ای‌اس باروون (کی۴۰۶)
اچ‌ام‌ای‌اس باروون (کی۴۰۶) (به انگلیسی: HMAS Barwon (K406)) یک کشتی بود که طول آن ۲۸۳ فوت (۸۶٫۲۶ متر) بود. این کشتی در سال ۱۹۴۴ ساخته شد.